# Stanisława Olędzka
Stanisława Olędzka-Chyra h. Rawicz, ps. „Sława” (ur. 29 maja 1919 w Warszawie, zm. 23 października 2010 tamże) – powstaniec warszawski, sanitariuszka Pułku Baszta oraz łączniczka Szarych Szeregach, żołnierz AK, porucznik Wojska Polskiego.

## Życiorys
Stanisława Olędzka jest córką Władysława Olędzkiego, harcmistrza i komendanta Chorągwi Warszawskiej oraz Ireny z hr. Mohlów (była spokrewniona z Emilią Plater). Uczęszczała do Gimnazjum i Liceum Żeńskiego im. Wandy z Posseltów Szachtmajerowej, do klasy razem z Jadwigą Piłsudską. Maturę zdała w czasie okupacji, na tajnych kompletach w 1940. Mieszkała wraz z rodziną w willi przy ulicy Szustra 43 (obecnie ul. Jarosława Dąbrowskiego).
Od 1939, po wybuchu wojny, przez dwa i pół roku pracowała jako opiekunka w szpitalu Ujazdowskim. Tam ukończyła kurs sanitarny i odbyła praktykę. Po likwidacji szpitala wstąpiła do Szarych Szeregów, gdzie była łączniczką swojego ojca, Władysława ps. „Papa”. Przez pewien czas pracowała przy produkcji w fabryce baterii elektrycznych. Współpracowała również z drużyną „Andrzej”, gdzie działał jej brat Zbigniew Olędzki (zginął na ul. Długiej na Starym Mieście 19 sierpnia). „Andrzej” wchodził w skład Batalionu „Parasol”. Działalność konspiracyjna Stanisławy Olędzkiej polegała m.in. na ukrywaniu broni, kolportowaniu prasy oraz przenoszeniu grypsów i wiadomości (służba w łączności). Przez okres okupacji rodzina Olędzkich ukrywała u siebie w domu broń, konspiracyjną prasę, a także Żydów i członków konspiracji (część z nich mieszkała tam faktycznie, a część miała tam tylko meldunek).
W 1943 Stanisława zachorowała na wysiękowe zapalenie otrzewnej, co uniemożliwiło wzięcie udziału w  powstaniu warszawskim wraz z batalionem „Parasol”. W pobliżu jej domu, na ul. Szustra 49, znajdował się punkt sanitarny Pułku Baszta więc tam została sanitariuszką. W punkcie sanitarnym przebywała dwa tygodnie, do czasu przeniesienia punktu z powodu bombardowania. Ponieważ nie było jej na punkcie w czasie bombardowania, przyłączyła się do jednej z drużyn pułku Baszta, która stacjonowała w jej willi. Pozostała z tą drużyna do końca powstania. 25 września willa na Szustra została zbombardowana, jednak żadna z przebywających tam osób nie odniosła obrażeń. Po tym wydarzeniu drużyna wyszła na akcję, jednak bez Sławy, która została na punkcie. Z akcji tej drużyna już nie powróciła. Po upadku powstania Stanisława wyszła do Pruszkowa wraz z ludnością cywilną.
Ze względu na przebytą chorobę i nadal jeszcze słaby stan zdrowia uzyskała zwolnienie z wywozu na roboty do Niemiec. Jej matka była zdrowa, jednak za pomocą sfałszowanego zwolnienia (zwykła kartka) jej również udało się uniknąć wywozu. Zostały przewiezione do Pieskowej Skały w Generalnym Gubernatorstwie, a następnie do Wolbromia i Skały oraz ponownie do Pieskowej Skały. W marcu 1945 wróciły do Warszawy. Ze względu na znane nazwisko żadna z nich nie mogła znaleźć pracy. W końcu, dzięki przedwojennym znajomościom, Stanisława dostała pracę w komendzie Chorągwi Warszawskiej, a jej matka znalazła pracę w Państwowym Urzędzie Repatriacyjnym. We wrześniu 1945 zapisała się na SGH i od października zaczęła studia. Jej ojciec został zamordowany już po powstaniu, w 1944, w drodze do Krakowa. Został aresztowany w Skierniewicach, jego dalsze losy są nieznane.